# Phoroncidia scutellata
Phoroncidia scutellata är en spindelart som först beskrevs av Władysław Taczanowski 1879.  Phoroncidia scutellata ingår i släktet Phoroncidia och familjen klotspindlar.
Artens utbredningsområde är Peru. Inga underarter finns listade i Catalogue of Life.